# 나혜국
나혜국(羅慧國, 1901년 ~ 1992년 11월 28일)은 대한제국의 여자 독립운동가이자 김좌진 선생의 계취 부인이다. 종교는 천주교.

## 생애
독립운동가였던 부친을 따라 만주로 이주한 나혜국은 1922년, 22세에 김좌진과 혼인하였고 독립운동가 오항선과 함께 독립군들의 뒷바라지를 하였다. 이후 서울 아현동에서 딸 김석출, 아들 김철한과 함께 거주하였고 삯바느질, 여공, 식당 종업원 등 모은 돈으로 기부하는 등 사회운동에도 활동하였다. 1992년 11월 28일을 기하여 숙환으로 사망하였다. 영결미사는 1992년 11월 30일 오전 10시 서울 아현동성당에서 안충석 신부, 이웅진 신부의 공동 주례로 치러졌다.
그녀에 관련된 내용의 저서로 박경석 작가의 소설 묵시의 땅이 있다.

## 가족
- 아버지 : 나병수
  - 남편 : 김좌진
    - 딸 : 김석출
    - 아들 : 김철한
      - 김원동 (손자, 김철한의 외아들)

## 같이 보기
- 김좌진
- 김두한
- 오항선
- 신민부
- 북로군정서